# Ортозие (спутник)
Ортозие — естественный спутник Юпитера, известный также как Юпитер XXXV.

## Открытие
Был обнаружен 11 декабря 2001 года группой астрономов из Гавайского университета под руководством Скотта Шеппарда и получил временное обозначение S/2001 J 9. В августе 2003 года спутник получил имя одной из ор в древнегреческой мифологии .

## Орбита
Ортозие совершает полный оборот вокруг Юпитера на расстоянии в среднем 20 720 000 км. за 622,56 дня. Орбита имеет эксцентриситет 0,2808. Наклон ретроградной орбиты к локальной плоскости Лапласа 145,9°. Принадлежит к группе Ананке.

## Физические характеристики
Диаметр Ортозие составляет около 2 км. Плотность оценивается 2,6 г/см³. Спутник состоит предположительно из преимущественно силикатных пород. Очень тёмная поверхность имеет альбедо 0,04. Звёздная величина равна 23,1m.